# Počulica
Počulica – wieś w Bośni i Hercegowinie, w Federacji Bośni i Hercegowiny, w kantonie środkowobośniackim, w gminie Vitez. W 2013 roku liczyła 422 mieszkańców, z czego większość stanowili Boszniacy.